# Titia Ex

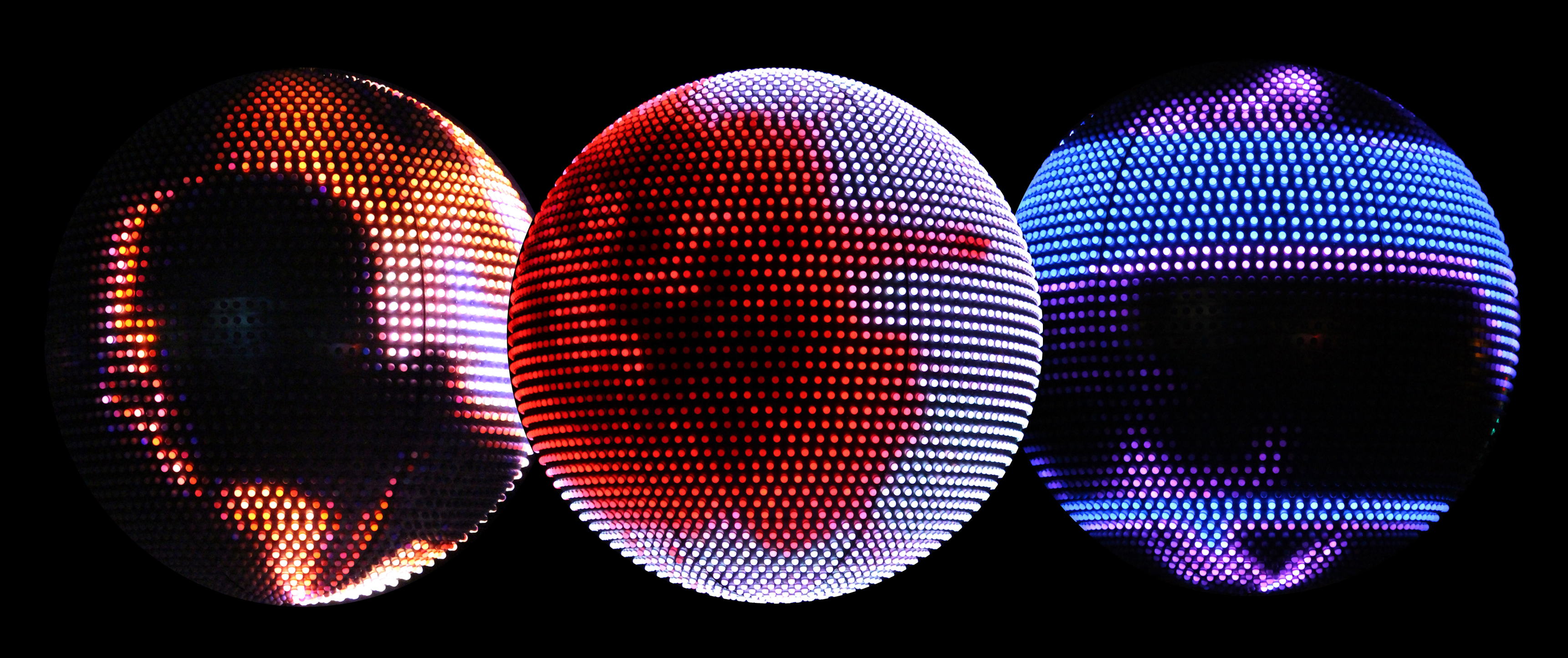
„The Walk“, ist ein LED-display in der Form einer Kugel. Die Arbeit wird von Dantes Göttlicher Komödie inspiriert und der Name The Walk bezieht sich auf Dantes Reisen in die Hölle, in das Fegefeuer und schließlich in den Himmel.

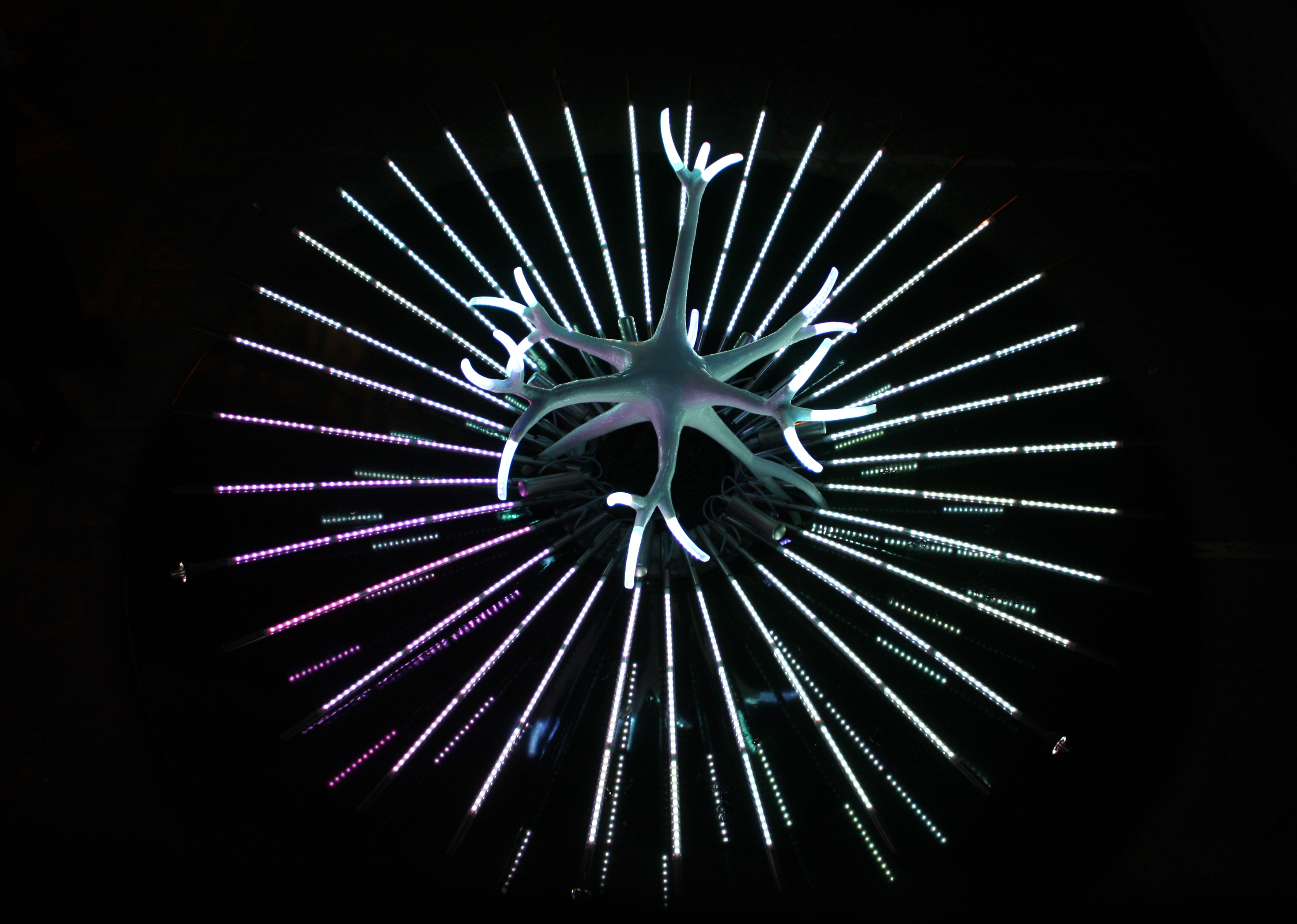
Flower from the Universe von Titia Ex, London, 2010

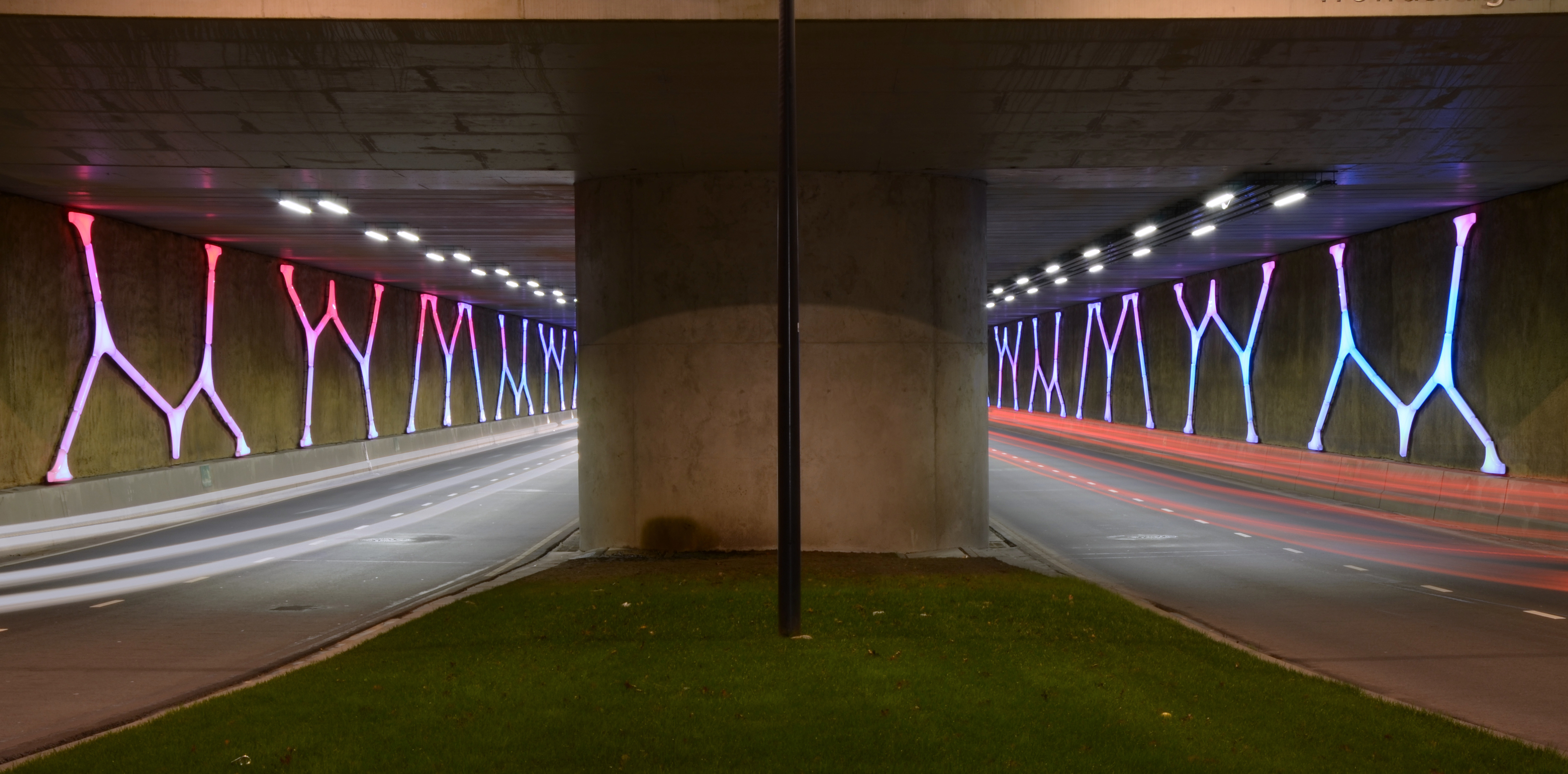
'Dolmen Light' gewinnt Lamp Lighting Solutions Award 2015

Titia Ex (* 2. November 1959 in Terwinselen, Kerkrade) ist eine niederländische Künstlerin, die mit Lichtinstallationen, Lichtskulpturen und Film arbeitet. Ihre Arbeit wird in der Regel als konzeptionelle Kunst gesehen. Sie lebt und arbeitet in Amsterdam. Der Auslandsrundfunk Deutsche Welle bezeichnet sie und vier andere europäische Künstler als „Meister des Lichts“.

## Werke
Titia Ex arbeitet mit Licht im weitesten Sinne: Tageslicht, Kunstlicht und verschiedenen Materialien wie Glas, Neon und LEDs. Sie fand internationale Anerkennung mit ihrer Flower from the Universe. Ihr Werk The Waiting war Gewinner in der Kategorie „Landschaft“ für die People’s Choice Awards 2013. Der „Dolmen Light Tunnel“ war Gewinner in der Kategorie Stadt- und Landschaftsbeleuchtung für die 2015 Lamp Lighting Solutions Award.

## Ausgewählte Werke
- Reise nach Jerusalem: Tanz der Stühle ohne Leute auf dem Dach eines Wegrestaurants in Apeldoorn (Niederlande).
- The Walk: Eine Lichtinstallation in Form eines Globus von Philips Color Kinetics[6] entwickelt. Das Kunstwerk wird von Dante inspiriert  La Divina Commedia und der Name The Walk bezieht sich auf Dantes Reise in die Hölle, in das Fegefeuer und schließlich in den Himmel.[7]
- Flower from the Universe: Bestandteile sind unter anderem Sensoren, handgeformtes Glas und klares LED-Licht.
- Dolmen Light: Funktional, geliebt und sicher.

## Ausstellungen
Einige ihrer Werke wurden auf internationalen Ausstellungen präsentiert.
- Light Festival, Jerusalem, Flower from the Universe[8]
- Kinetica Art Festival, London, Flower from the Universe[9]
- Glow-S Light Art Center, Eindhoven, The Walk
- Water & Light Art Festival, Magere Brug, Amsterdam, Appears@Amsterdam